# Classe Legni
I dragamine classe Legni sono state unità costruite per il dragaggio di mine navali, realizzate a partire dagli anni cinquanta per la Marina Militare Italiana. Durante il loro servizio alcuni furono trasformati in cacciamine, altri in pattugliatori, altri ancora in navi idrografiche e uno in unità di addestramento.
Le unità della classe sono state realizzate in due serie tra il 1953 e il 1957 sul progetto americano dei dragamine classe Adjutant.
La prima serie denominata classe Abete era costituita da 17 unità realizzate negli Stati Uniti su specifiche N.A.T.O. e trasferiti alla Marina Militare Italiana. La seconda serie era formata da 19 unità costruite in cantieri italiani sullo stesso progetto, di cui le prime 12 unità hanno costituito la classe Agave, mentre le ultime 7 unità, costruite su commessa “Off Shore” nei Cantieri di Monfalcone, hanno costituito la classe Bambù. Le unità della prima serie erano state classificate durante la loro costruzione AMS (Auxiliary motor MineSweeper) cioè dragamine ausiliari, mentre quelli della seconda serie MSC (MineSweeper, Coastal) cioè dragamine costieri.

## Caratteristiche
Le unità di questa classe avevano lo scafo monocarena in legno e materiali amagnetici.
L'armamento antiaereo era costituito da due mitragliere da 20 mm Oerlikon in un impianto binato.
L'apparato motore era costituito da due motori diesel dalla potenza di 900 HP nelle unità della prima serie e 1200 hp in quelli della seconda serie. I motori, accoppiati agli assi portaelica mediante giunto a riduzione, consentivano ai dragamine di raggiungere una velocità di 14 nodi.

## Classe Abete
La classe Abete era costituita da 17 unità realizzate in cantieri americani su specifiche N.A.T.O. e trasferite alla Marina Militare.
- M 5501 Abete
- M 5502 Acacia
- M 5503 Betulla
- M 5504 Castagno
- M 5505 Cedro
- M 5506 Ciliegio
- M 5507 Faggio
- M 5508 Frassino
- M 5509 Gelso
- M 5510 Larice
- M 5511 Noce
- M 5512 Olmo
- M 5513 Ontano
- M 5514 Pino
- M 5515 Pioppo
- M 5516 Platano
- M 5517 Quercia

Nel 1995 Castagno e Gelso sono stati trasferiti alla Grecia e ribattezzati rispettivamente Erato (M60) ed Euniki (M61), prestando servizio per buona parte del successivo decennio. I due dragamine erano tra quelli che erano stati riconvertiti nella seconda metà degli anni settanta in cacciamine.

Castagno e Gelso prima e dopo il trasferimento alla Grecia
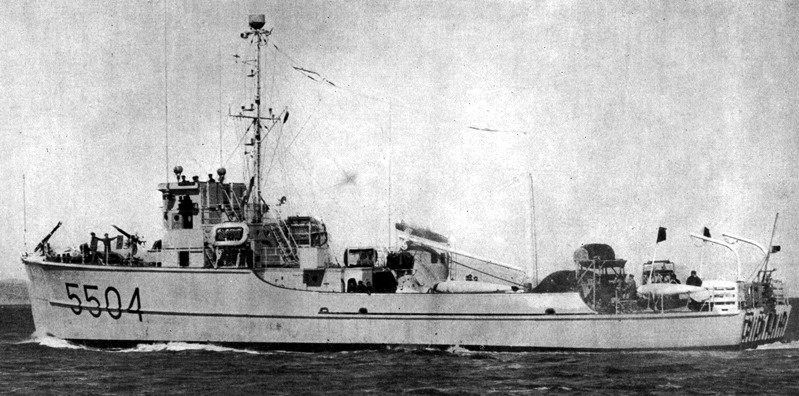
Il dragamine Castagno
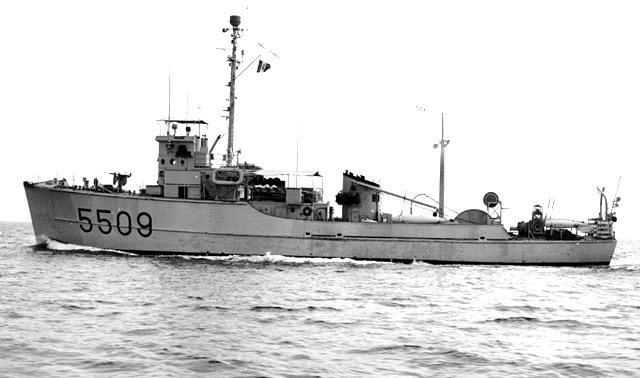
il dragamine Gelso
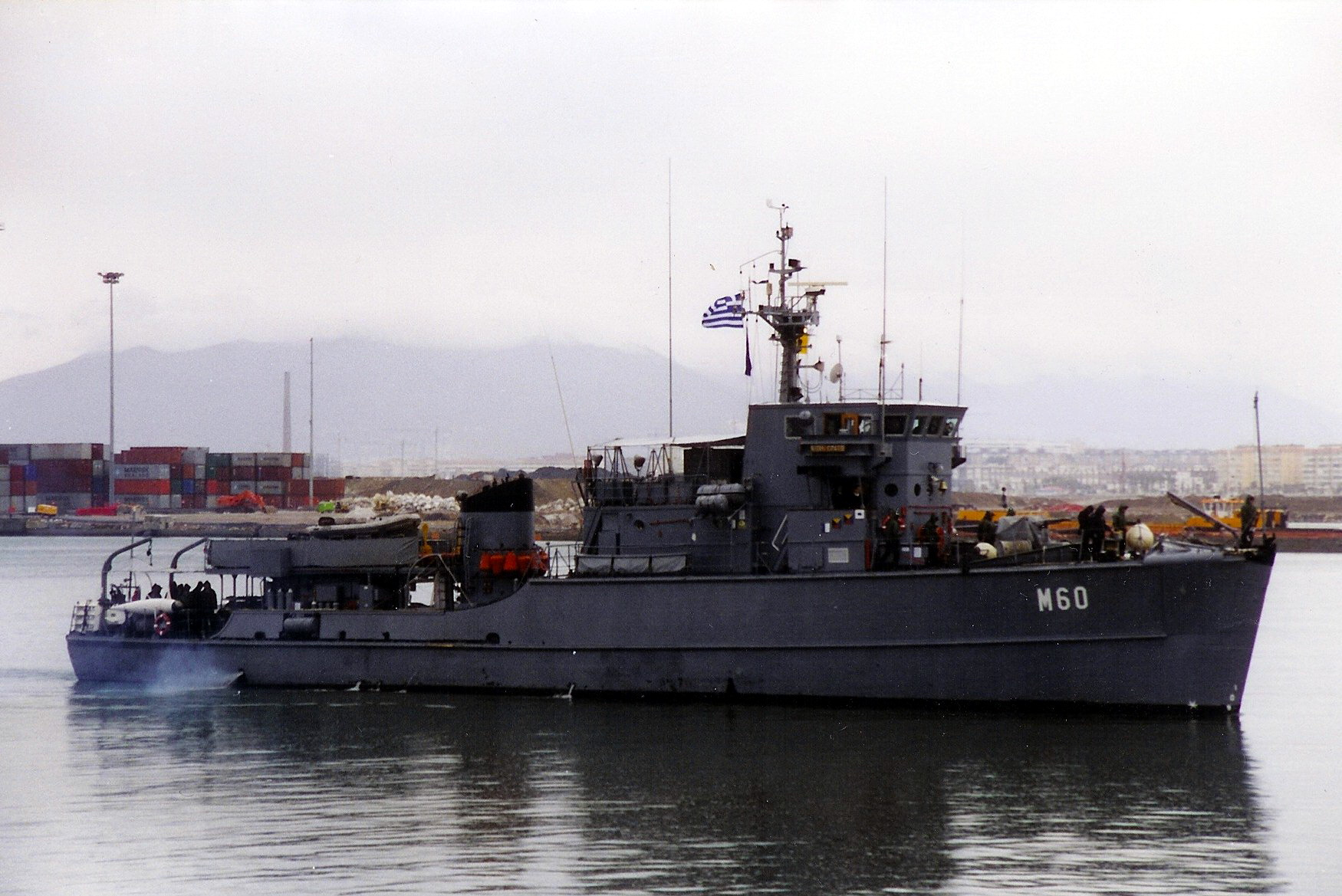
Erato ex Castagno
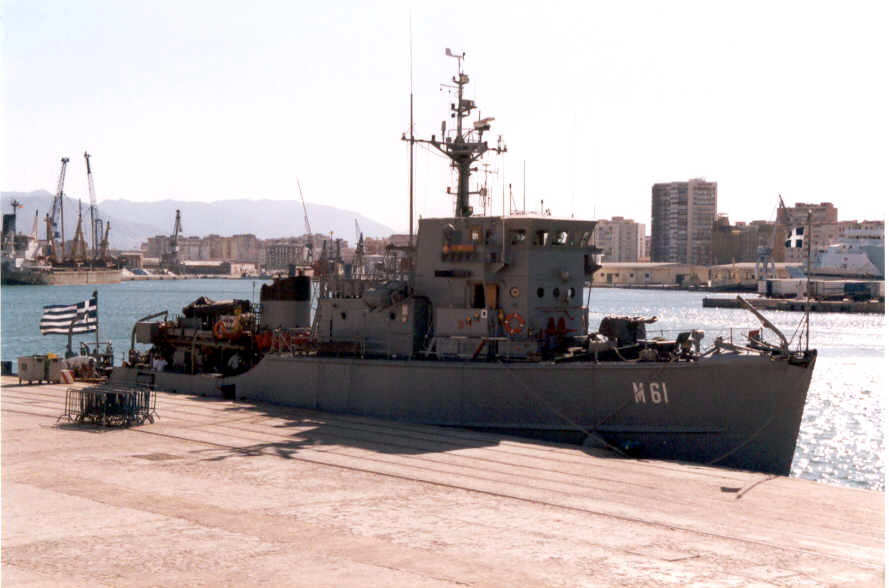
Evniki ex Gelso

Nella Marina Greca queste unità andarono ad affiancare quattro unità similari che costituivano la classe Atlanti, costruite negli Stati Uniti con i fondi MDAP e trasferiti al Belgio tra la fine degli anni cinquanta e gli inizi degli anni sessanta e nel 1969 dal Belgio alla Grecia.
Il cacciamine Evniki è andato in disarmo nel 2005, mentre il cacciamine Erato, dopo essere andato in disarmo nel 2006 è stato usato come bersaglio e affondato il 22 ottobre 2008.

## Classe Agave
La seconda serie era formata da 19 unità costruite in cantieri italiani sullo stesso progetto della Classe Abete. Le prime dodici hanno costituito la classe Agave, le ultime sette, realizzate su commessa “Off Shore”, hanno costituito la classe Bambù e come molte altre di quel periodo sono state costruite con i fondi M.D.A.P., messi a disposizione dagli Americani, per incrementare le capacità difensive dell'Europa Occidentale, incrementandone contemporaneamente le capacità di produzione industriale.

### Unità classe Agave
- M 5531 Agave C.R.D.A. Monfalcone varato il 27 giugno 1955
- M 5532 Alloro C.R.D.A. Monfalcone varato l'11 luglio 1955
- M 5533 Edera C.R.D.A. Monfalcone varato il 25 luglio 1955
- M 5534 Gaggia cantiere Baglietto di Varazze varato il 15 dicembre 1955
- M 5535 Gelsomino cantiere Baglietto di Varazze varato il 5 marzo 1955
- M 5536 Giaggiolo cantiere Picchiotti di Viareggio varato il 29 gennaio 1956
- M 5537 Glicine cantiere Picchiotti di Viareggio varato il 25 maggio 1956
- M 5538 Loto cantiere Celli di Venezia varato il 19 dicembre 1956
- M 5539 Mirto cantiere Breda di Marghera varato il 29 novembre 1954
- M 5540 Timo cantiere Costaguta di Voltri varato il 19 dicembre 1955
- M 5541 Trifoglio Cantieri Navali di Taranto varato il 20 maggio 1955
- M 5542 Vischio cantiere Mediterraneo di Pietra Ligure varato il 20 maggio 1956.[1]

#### Classe Bambù
Le unità della classe Bambù sono state tutte realizzate negli stabilimenti C.R.D.A. di Monfalcone.
- M 5521 Bambù varato il 2 maggio 1955
- M 5522 Ebano varato il 5 aprile 1956
- M 5523 Mango varato il 19 aprile 1956
- M 5524 Mogano varato il 3 maggio 1956
- M 5525 Palma varato il 18 novembre 1956
- M 5526 Rovere varato il 15 dicembre 1956
- M 5527 Sandalo varato il 19 gennaio 1957[2]

Tra il 1982 e il 1983 i dragamine Bambù, Mango, Mogano e Palma vennero riclassificati pattugliatori e inviati a Sharm el-Sheikh nel golfo di Aqaba, per operare nell'ambito della Multinational Force and Observers per il controllo del rispetto degli accordi di Camp David, riguardo alla libera circolazione negli Stretti di Tiran, ed inquadrati nel X Gruppo Navale di pattugliamento.
Nel 1988 i dragamine del X Gruppo Navale ricevettero un nuovo distintivo ottico: Bambù P 495, Mango P 496, Mogano P 497 e Palma P 498; tra la fine degli anni novanta e l'inizio del nuovo millennio queste unità vennero sostituite dalle moderne unità della classe Sentinella e poste in disarmo.

immagini dei dragamine Rovere
Il varo del dragamine Rovere. La bandiera statunitense indica che la nave è stata costruita con i fondi M.D.A.P.
Il dragamine Rovere nel suo aspetto originario
Il dragamine Rovere dopo le modifiche all'albero e l'installazione di un nuovo radar

## Classe Mandorlo
Alla fine del 1960 venne trasferito all'Italia il dragamine Mandorlo (M 5519), in un primo momento denominato Salice (M 5519), costruito negli Stati Uniti, impostato nel 1959 e varato il 29 ottobre dello stesso anno venne trasferito alla Marina Militare Italiana il 16 dicembre 1960; il dragamine Mandorlo pur avendo le stesse caratteristiche degli dragamine della classe Legni aveva aspetto leggermente diverso ed apparecchiature più moderne per cui non può essere inquadrato in nessuna delle sottoclassi.
Nel 1975 fu il primo dragamine ad essere trasformato in cacciamine. Venne radiato nel 1993.

## Servizio
Durante la loro attività operativa queste unità furono impiegate in operazioni di dragaggio acustico, magnetico e meccanico, soprattutto nel corso degli anni cinquanta e degli anni sessanta, quando non era raro il ritrovamento di mine lungo le coste italiane.
Nel corso degli anni settanta Mirto e Pioppo furono trasformati in navi idrografiche. I lavori vennero eseguiti presso l'Arsenale di La Spezia nel 1973. Le due unità vennero ripitturate e i loro distintivi ottici diventarono rispettivamente A 5306 e A 5307. In questo periodo ha prestato servizio militare su ambedue le navi il comico genovese Maurizio Crozza.
Le due navi vennero dotate di un'imbarcazione idrografica attrezzata per i rilievi portuali e sottocosta e due gommoni, e disponevano di un ecoscandaglio per alti fondali, uno scandaglio per medi e bassi fondali, due scandagli portatili per imbarcazione (uno su Nave Pioppo), un ecoscandaglio a scansione laterale, due sistemi GPS differenziale in VHF (uno su Nave Pioppo), due sistemi di radioposizionamento a corto raggio, ricevitore LORAN-C, una centralina meteo e un ricevitore meteo. Inoltre Nave Mirto disponeva di una sonda batimetrica, di una sonda termografica, e vari tipi di correntometri e Nave Pioppo di un mareografo.
Dal punto di vista dell'organico le due unità sono state poste alle dipendenze del Dipartimento Militare Marittimo dell'Alto Tirreno di La Spezia, mentre dal punto di vista tecnico facevano capo all'Istituto Idrografico della Marina di Genova.
Mirto e Pioppo dopo la trasformazione in navi idrografiche

Nave Mirto negli anni settanta
Nave Pioppo negli anni settanta
Nave Mirto negli anni ottanta
Nave Pioppo negli anni ottanta

Nave Pioppo è andata in disarmo nel 1999 mentre Nave Mirto nel 2000. Le due unità, che avevano sostituito Nave Staffetta, andata in disarmo nel 1971, sono state sostituite dalle due unità della classe Ninfe.

Il dragamine Mandorlo

A metà degli anni settanta Castagno, Cedro, Frassino, Gelso, Platano, Loto e Mandorlo vennero trasformati in cacciamine e dotati di moderne apparecchiature per l'individuazione e la distruzione delle mine. La Marina Militare si trovava in quel periodo a dover fronteggiare una sensibile evoluzione della minaccia derivante dagli sviluppi realizzati nel campo delle mine marine, contro la quale solo le nuove tecniche di caccia alle mine potevano fornire una adeguata risposta. Era inoltre necessario acquisire la indispensabile esperienza nel settore, nella fase di transizione verso i nuovi cacciamine in vetroresina tipo Lerici e pertanto venne deciso di procedere alla trasformazione di sette dragamine in cacciamine.  Per tutte le unità interessate al programma i lavori vennero effettuati nell'Arsenale di La Spezia. Durante i lavori di trasformazione vennero sbarcate tutte le apparecchiature per il dragaggio e le unità vennero dotate di un propulsore ausiliario costituito da un'elica intubata, orientabile e retrattile, sistemata nella zona di centro/poppa, in grado di assicurare la necessaria silenziosità e manovrabilità delle unità nei pressi delle mine; venne quindi installato il sistema per la caccia alle mine, destinato ad assolvere le funzioni di localizzazione, identificazione e neutralizzazione delle mine, facente capo ad una centrale operativa. Le apparecchiature principali comprendevano: un sistema di radionavigazione di precisione e tracciamento automatico e un radar di precisione associato al sistema di tracciamento automatico; un ecogoniometro a profondità variabile per le funzioni di identificazione e neutralizzazione; un nucleo di sei operatori subacquei con battello pneumatico attrezzato al trasporto e rilascio di cariche esplosive di controminamento; una televisione subacquea semovente e filoguidata. Il primo dragamine ad essere stato trasformato in cacciamine come prototipo di valutazione in favore di un programma di lavori da eseguire su alcune unità della classe Abete ed Agave è stato nel 1975 il Mandorlo, che venne equipaggiato di sonar rimorchiabile a profondità variabile AN/SQQ-14, in grado di operare su due frequenze acustiche distinte: una con tonalità più bassa per la scoperta della presenza di mine e l'altra con tonalità più alta, che grazie ad una migliore precisione, permetteva una classificazione e localizzazione più accurata dell'ordigno individuato. Un moderno sistema di navigazione consentiva di determinare con precisione l'area della spazzata, con possibilità istante per istante di correggere eventuali deviazioni dalla rotta stabilita, dovute alle correnti ed al vento, mentre il brillamento delle mine individuate veniva ancora effettuato con l'intervento di esperti operatori subacquei.  I test effettuati sul Mandorlo risultano utili per promuovere miglioramenti necessari per consentire la trasformazione, tra il 1978 ed il 1984 di altri sei dragamine che furono Castagno, Cedro, Frassino, Gelso, Platano e Loto; le unità interessate alle modifiche vennero ufficialmente classificate cacciamine nel 1979. Queste unità vennero gradualmente poste in disarmo con l'entrata in servizio delle nuove unità delle classi Lerici e Gaeta.
Nel 1982 tre dragamine della classe Bambù vennero destinati nel 1982 ad operazioni di pattugliamento nel golfo di Aqaba, nell'ambito della Forza Multinazionale e di Osservatori delle Nazioni Unite per il rispetto degli accordi di Camp David, e riclassificati pattugliatori. La scelta cadde sui dragamine Bambù, Mogano e Palma, normalmente di base ad Ancona ed addestrati al pattugliamento in Adriatico, che vennero inviati a La Spezia per lavori di modifica. Nel corso dei lavori vennero sbarcate tutte le apparecchiature per il dragaggio, venne installato un secondo radar di navigazione. I dragamine vennero ritinteggiati di bianco e a poppa venne costruita una tuga, al posto del verricello per il dragaggio meccanico, contenente gli apparati di condizionamento, allo scopo di rendere più confortevole la vita di bordo nel caldo del Mar Rosso. Venne costituito quindi il X Gruppo Navale Costiero che al comando del Capitano di fregata Angelo Miniussi partì per il Sinai il 25 marzo 1982 iniziando i pattugliamenti a partire dal mese di aprile. Alle tre unità si aggiunse una quarta della stessa classe, Nave Mango per favorire gli avvicendamenti, con tre unità dislocate in zona ed una a turno in Italia per lavori di manutenzione.
Nel 1983 Nave Alloro è stata riclassificata unità addestrativa e il distintivo divenne A 5308.
Nel 1984, dal 29 agosto al 10 ottobre, Castagno, Frassino e Loto, insieme alla nave appoggio Cavezzale e un nucleo di sommozzatori specializzati sono stati impegnati nel Mar Rosso e nel Canale di Suez nell'Operazione Red Sea Demining inquadrati nel 14º Gruppo Navale (Comgrupnav14) in operazioni di sminamento e bonifica delle acque, quando nella zona immediatamente a sud del Canale di Suez alcune esplosioni subacquee provocarono l'interruzione della navigazione commerciale, come risultato di un'operazione terroristica su vasta scala che riportò alla ribalta l'efficacia delle mine navali e l'urgenza di non sottovalutarne la minaccia. L'occasione diede l'opportunità di poter effettuare un collaudo della reale capacità operativa dei dragamine trasformati in cacciamine, proprio al termine del ciclo dei lavori di trasformazione delle sei unità, che iniziati nel 1978 terminano proprio nel 1984, con il rientro in servizio del Platano.
Nel 1988 i dragamine riclassificati pattugliatori ed inquadrati nel X Gruppo Navale Costiero ricevettero un nuovo distintivo ottico tipico delle unità da pattugliamento.
I dragamine dopo la riclassificazione in pattugliatori

Il Mango in partenza da Taranto per il Sinai
Nave Mango dopo la riclassificazione in pattugliatore con il nuovo distintivo ottico
Nave Palma dopo la riclassificazione in pattugliatore con il nuovo distintivo ottico
Nave Mogano con la colorazione da pattugliatore ma col distintivo ottico di dragamine a fianco della fregata Scirocco

Dall'8 marzo al 26 settembre 1988 i cacciamine Loto e Castagno hanno preso parte all'Operazione Golfo 1 nell'ambito del 18º Gruppo Navale, svolgendo azione di bonifica delle acque del Golfo Persico infestate da mine rilasciate dai belligeranti durante il conflitto Iran-Iraq.
L'organizzazione delle residue forze di dragaggio, costituite dagli ultimi dragamine in servizio e dalle unità trasformate in cacciamine, era la seguente:
IV Gruppo Dragamine La Spezia
54 Squadriglia Dragamine Costieri
- Castagno
- Larice

55 Squadriglia Dragamine Costieri
- Platano
- Frassino
- Gelso

57 Squadriglia Dragamine Costieri
- Agave
- Loto
- Edera
- Sandalo
- Cedro

Il IV Gruppo Dragamine comprendeva anche la 74 Squadriglia Dragamine Litoranei in cui erano inquadrati cinque dragamine classe Aragosta: Aragosta, Mitilo, Polipo, Porpora e Astice.
II Gruppo Dragamine Messina
53 Squadriglia Dragamine Costieri
- Gelsomino
- Giaggiolo
- Vischio
- Timo

Il II Gruppo Dragamine comprendeva anche la 61 Squadriglia Dragamine Oceanici costituito dai quattro dragamine della classe Salmone: Salmone, Sgombro, Squalo e Storione.
V Gruppo Dragamine Ancona
58 Squadriglia Dragamine Costieri
- Sandalo
- Ebano
- Mogano
- Bambù
- Palma
- Mango